# Sascha Hübner
Sascha Hübner (Chemnitz, 29 februari 1988) is een Duits baanwielrenner. Hij werd in 2009 Duits kampioen teamsprint, samen met Robert Förstemann en Carsten Bergemann.
Sascha Hübner is de zoon van oud-baanwielrenner en meervoudig wereldkampioen sprint en keirin Michael Hübner.

## Belangrijkste overwinningen
2009
- Duits kampioen teamsprint, Elite (met Robert Förstemann en Carsten Bergemann)